# 대한민국의 텔레비전 드라마 목록 (ㅎ)
대한민국의 텔레비전 드라마 목록 (ㅎ)에서는 ㅎ으로 시작되는 제목의 대한민국의 드라마를 서술한다.

## 하
- 하나뿐인 내편
- 하나뿐인 당신
- 하녀들 (드라마)
- 하늘 바라기 (드라마)
- 하늘만큼 땅만큼
- 하늘에서 내리는 일억 개의 별 (2018년 드라마)
- 하늘이시여
- 하백의 신부 2017
- 하얀 거짓말
- 하얀 민들레 (1996년 드라마)
- 하얀거탑 (2007년 드라마)
- 하얀민들레
- 하이드 (드라마)
- 하이드 지킬, 나
- 하이스쿨 러브온
- 하이바이, 마마!
- 하이에나 (2020년 드라마)
- 하자있는 인간들
- 하트 투 하트 (드라마)
- 학교 (드라마)
- 학교 2 (드라마)
- 학교 3 (드라마)
- 학교 4 (드라마)
- 학교 2013
- 학교 2017
- 한강 뻐꾸기
- 한강수타령
- 한명회 (드라마)
- 한 번 다녀왔습니다
- 한 번 더 해피엔딩 (드라마)
- 한성별곡
- 함부로 애틋하게
- 해뜨고 달뜨고
- 해뜰날 (드라마)
- 해를 품은 달 (드라마)
- 해바라기 (1998년 드라마)
- 해변으로 가요
- 해빙 (1983년 드라마)
- 해빙 (1995년 드라마)
- 해빙기의 아침
- 해신
- 해운대 연인들
- 해치 (드라마)
- 해피시스터즈
- 해피투게더 (1999년 드라마)
- 햇빛 노인정의 기막힌 장례식
- 햇빛 사냥
- 햇빛 쏟아지다
- 햇빛속으로
- 행복 (1995년 드라마)
- 행복을 주는 사람
- 행복을 팝니다
- 행복의 시작
- 행복하고 싶어요
- 행복한 여자 (1989년 드라마)
- 행복한 여자 (2007년 드라마)
- 행복합니다 (드라마)

## 허
- 헬로! 발바리
- 헬로! 애기씨
- 현재는 아름다워
- 형 (드라마)
- 형수님은 열아홉 (1999년 드라마)
- 형수님은 열아홉 (2004년 드라마)
- 형제의 강

## 호
- 호구의 사랑
- 호텔 델루나
- 호텔리어 (2001년 드라마)
- 호텔킹
- 혼 (드라마)
- 혼술남녀
- 홍길동 (드라마)
- 홍소장의 가을
- 홍콩 익스프레스 (드라마)
- 화랑 (드라마)
- 화려한 시절
- 화양연화 (드라마)
- 화유기
- 화이트 크리스마스 (1997년 드라마)
- 환상여행 (드라마)
- 환상의 커플 (드라마)
- 황금 무지개
- 황금마차
- 황금물고기
- 황금빛 내 인생
- 황금사과 (드라마)
- 황금시대 (드라마)
- 황금신부
- 황금의 제국
- 황금의 탑 (드라마)
- 황금정원
- 황진이 (2006년 드라마)
- 황태자의 첫사랑 (드라마)
- 황홀한 이웃
- 황후의 품격
- 회전목마 (1989년 드라마)
- 회전목마 (2003년 드라마)
- 홍천기
- 화양연화

## 후
- 후아유 (드라마)
- 후아유 - 학교 2015
- 후회합니다
- 훈남정음
- 훈장 오순남
- 훠어이 훠어이
- 흉부외과 - 심장을 훔친 의사들

## 흐
- 흐르는 강물처럼 (드라마)
- 흐린 날에 쓴 편지
- 흑기사 (드라마)
- 흔들리지마
- 희망 (드라마)

## 히
- 히어로 (2009년 드라마)
- 히어로 (2012년 드라마)
- 힐러 (드라마)
- 힘내요 미스터 김
- 힘쎈여자 도봉순